# 지능형 단어 인식
지능형 단어 인식 또는 인텔리전트 단어 인식(Intelligent word recognition, IWR)은 제한되지 않은 손으로 쓴 단어를 인식하는 것이다. IWR은 이전의 OCR(광학 문자 인식)처럼 문자 단위가 아닌 손으로 쓴 단어나 문구 전체를 인식한다. IWR 기술은 손으로 쓰거나 인쇄한 단어를 사용자 정의 사전과 일치시켜 일반적인 문자 기반 인식 엔진에서 발생하는 문자 오류를 크게 줄인다.
시장에 나와 있는 새로운 기술은 IWR, OCR 및 ICR을 함께 활용하여 제한된(손 인쇄 또는 기계 인쇄) 또는 제한되지 않은(자유 필기체) 문서 처리를 위한 많은 가능성을 열어준다. 또한 IWR은 과거에는 사람만이 입력할 수 있었던 수기 문서의 수동 데이터 입력을 상당 부분 제거하여 자동화된 워크플로를 생성한다.
필기체가 사용 중일 때 분석된 각 단어에 대해 시스템은 단어를 일련의 문자소 또는 문자의 하위 부분으로 분해한다. 이러한 다양한 곡선, 모양 및 선은 문자를 구성하며 IWR은 문제의 단어와 관련된 신뢰도 값을 계산하기 위해 이러한 다양한 모양 및 그룹을 고려한다.
IWR은 인쇄된 데이터와 잘 작동하는 ICR 및 OCR 엔진을 대체하기 위한 것이 아니다. 그러나 IWR은 이러한 엔진과 관련된 문자 오류 수를 줄이며, 대부분 자유형이고 인식하기 어려운 데이터가 포함되어 본질적으로 적합하지 않은 실제 문서를 처리하는 데 이상적이다.

## 같이 보기
- 필기 인식
- 광학 문자 인식
- 인공지능의 개요